# Ани Тейлър
Ани Едсън Тейлър (на английски: Annie Edson Taylor) е американска учителка в средно училище, станала известна като търсачка на силни усещания.
На 24 октомври 1901 г., на своя 63-ти рожден ден, става първия човек, преодолял успешно спускането по Ниагарския водопад в дървено буре.
За да укрепи финансовото си положение, Тейлър решава да стане първия човек, спуснал се по Ниагарския водопад в буре. За целта е използван специален дизайн, с дъбови и железни детайли и с матрак във вътрешността.. Мероприятието на няколко пъти се отлага, тъй като на него се гледа като на потенциално самоубийство. Два дни преди крайната дата е проведен опит с котка, която оцелява без никакви наранявания и след това позира заедно с Ани Тейлър..
В деня на спускането, бурето е качено в лодка, а тя взима със себе си талисман — малка възглавничка във форма на сърце. Спускат я от американската страна, а намират бурето на канадската страна. След това приключение тя не препоръчва повтарянето му.